# Boxe de l'ombre
Série
Boxe de l'ombre 2 : La Revanche
(2007)
Pour plus de détails, voir Fiche technique et Distribution.
Boxe de l'ombre (Бой с тенью, Boï s teniou) est un film russe réalisé par Alexeï Sidorov, sorti en 2005,.

## Synopsis
Artiom Koltchine, champion de boxe russe, arrive aux États-Unis pour disputer le championnat du monde.

## Fiche technique
- Titre original : Бой с тенью, Boï s teniou
- Titre français : Boxe de l'ombre
- Réalisation et scénario : Alexeï Sidorov
- Photographie : Youri Raïski
- Musique : Alexeï Chelygin
- Décors : художник
- Montage : Olga Prochkina, Dmitri Slobtsov, Margarita Smirnova
- Pays d'origine : Russie
- Format : Couleurs - 35 mm - 2,35:1 - Dolby Digital
- Genre : action
- Durée : 122 minutes
- Date de sortie :
  - Russie : 17 mars 2005

## Distribution
- Denis Nikiforov : Artiom Koltchine
- Elena Panova : Vika
- Ivan Makarevich : Kostia
- Dmitri Chevchenko : Nechaiev
- Andreï Panine : Vagit Valiev
- Gas Redwood : Larry Palmer
- John Amos : Hill
- Alexander Kouznetsov : Snake
- Pavel Derevianko : Timokha